# Едвард Коутрон
Едвард Роберт Коутрон (англ. Edward Robert Cawthron, також Тед Коутрон; серпень 1940, Габерфілд, Новий Південний Уельс, Австралія — 1989, Австралія) — австралійський науковець і політик. Один з лідерів повоєнного неонацистського руху в Австралії. Був першим після 1945 року кандидатом від націонал-соціалістів, який балотувався на виборах до парламенту в англомовній країні.

## Біографія
Народився в серпні 1940 року у Габерфілді (передмістя Сіднея) в католицькій сім'ї і стверджував, що вірить в «ідеали християнства та християнську мораль». З дитинства мав яскраво виражений розлад мовлення. За словами його колеги по партії Катріни Янг (англ. Katrina Young), «він ледве міг говорити, поки йому не виповнилося 14 років», але згодом при близькому знайомстві це було малопомітно.
1963 року з відзнакою закінчив Університет Аделаїди, здобувши ступінь бакалавра з природничих наук. 1970 року захистив дисертацію з фізики «Деякі явища, що виникають при бомбардуванні металевих поверхонь позитивними іонами при середніх енергіях» на здобуття ступеня доктора філософії.
1964 року працював у Державному об'єднанні наукових і прикладних досліджень (CSIRO) у відділі фізики текстилю, 1965 року став особистим науковим асистентом президента Австралійської академії наук Марка Лоуренса Оліфанта в Дослідницькій школі фізичних наук Австралійського національного університету в Канберрі. До початку 1972 року жив з батьками в Канберрі, а потім переїхав до Генлі-Біч, Південна Австралія.
Після участі у парламентських виборах у травні 1972 року він написав у газету «The Australian», що ситуація з роботою «для осіб, які мають наукові ступені в певних галузях, майже критична. Це, мабуть, можна проілюструвати на моєму власному прикладі… Я подав заявки до більш ніж 200 фірм, університетів і коледжів вищої освіти у всій Австралії та за кордоном, але без жодного успіху». Сіднейська газета «The Sunday Telegraph» згодом опублікувала статтю «Надлишок докторів наук заполонює ринок праці», основану на думці Коутрона. Девід Гаркорт писав, що газета не знала, а Коутрон замовчував свої нацистські погляди, які могли вплинути на небажання роботодавців мати з ним справу. Як зауважив Річард Волш у «Melbourne Review», «автор не вказав на те, що кваліфікація Коутрона могла бути трохи занижена в очах деяких роботодавців тим фактом, що він — член нацистської партії і балотувався до парламенту як нацистський кандидат».
У середині 1980-х років працював у Департаменті промисловості, технологій і комерції австралійського уряду, де займався вивченням кількості людей, що залучених до роботи у сфері комунікаційних технологій, як-от мікрохвилі та волоконна оптика. Політолог Джим Салем, який сам був учасником ультраправого руху, писав у дисертації, що Австралійська служба безпеки та розвідки висловлювала занепокоєння у зв'язку з роботою Коутрона у науковій сфері.
Помер 1989 року.

## Політична діяльність і погляди
Батько Коутрона був прихильником лівої Австралійської лейбористської партії. Сам Коутрон спочатку поділяв погляди правоцентристської Демократичної лейбористської партії, але потім вирішив, що її позиція недостатньо жорстка в частині захисту «білої Австралії». Він приписував свій потяг до націонал-соціалізму сильному релігійному вихованню в сім'ї, ненависті до комунізму та своєї гордості за Австралію. Він стверджував, що література, яка відображала «майже фанатичну ворожість до націонал-соціалістичної Німеччини», зробила на нього зворотний вплив, оскільки він вважав, що після Першої світової війни з німцями обійшлися вкрай несправедливо.
Особливістю поглядів Коутрона в порівнянні з його конкурентами на полі націонал-соціалізму (зокрема, з Артуром Смітом) було його прагнення до створення окремого австралійського націонал-соціалізму, який не будуть плутати з німецьким, він підкреслював важливість австралійського націоналізму. Коутрон спирався на неофашистську програмну книгу «Імперія: філософія історії та політики» Френсіса Паркера Йокі з ухилом у бік сталінського антисіонізму. Крім цього, він послідовно відмовлявся від насильницьких акцій, до яких залучали активістів його радикальніші конкуренти. Він підтримував антиміграційні групи та з їхньою допомогою мобілізував ресурси. При цьому з наявними в Австралії емігрантськими німецькими, хорватськими й угорськими фашистськими об'єднаннями підтримував тісні контакти та домовленості щодо організації підтримки з боку виборців у своїх громадах.
З кінця 1962 року Коутрон приблизно пів року листувався з Доном Ліндсі з Сіднея з питання організації неонацистської політичної партії. Як наслідок 1963 року вони заснували Австралійську націонал-соціалістичну партію (ANSP), лідером якої трохи пізніше став Артур Сміт, знаний своїм відкритим антисемітизмом й агресивною тактикою. 1967 року Коутрон розійшовся у поглядах з Ліндсі та Смітом, й партія розкололася. Коутрон з однодумцями, насамперед нацист Ференц Мольнар, який емігрував до Австралії з Угорщини після війни, у липні 1967 року створили менш радикальну Націонал-соціалістичну партію Австралії (NSPA) у Канберрі. Відтоді Коутрон редагував партійний журнал «Australian National Socialist Journal». У листі до одного з потенційних прихильників Коутрон писав, що NSPA прагне «відмежуватися від образу „нацистів“, що нав'язується Голлівудом і телепрограмами, а також копіюваного деякими божевільними сенсаційними групами в Австралії». Сміт з прихильниками в ANSP описувалися в публікаціях Коутрона як «безвідповідальний та злочинний елемент».
1967 року після Шестиденної арабо-ізраїльської війни Коутрон разом з Мольнаром та ще одним нацистом Гремом Тео Ройсом (англ. Graeme Theo Royce) організували так званий «Комітет вільної Палестини», від імені якого заявлялося, що він прагне допомогти «звільнити Палестину від сіоністських узурпаторів». Сам Коутрон згодом заперечував керівництво цією організацією і заявив, що дізнався про це зі статті у «Сідней морнінг геральд».
Коутрон став першим австралійським автором матеріалів із запереченням Голокосту, які набули широкого поширення. Це були дві статті в «Australian National Socialist Journal» у двох випусках 1968 року, а потім випущена 1969 року брошура «Велика брехня: шість мільйонів убитих євреїв» (англ. The Big Lie: Six Million Murdered Jews). Коутрон називав євреїв «паразитами» і клявся «боротися з силами організованого світового єврейства, оскільки саме єврейські інтриги та підрив нашої західної культурної та релігійної спадщини стали причиною того, що зло неконтрольованого капіталізму та комунізму змогло вкоренитися та розцвісти».
30 травня 1970 року брав участь у додаткових виборах в Канберрі на місце в Палаті представників від NSPA, з 173 голосами посів останнє 7-ме місце. Як писав Девід Гаркорт, «вперше з 1945 року кандидат від націонал-соціалістів балотувався на виборах в англомовній країні». До 1972 року Коутрон передав керівництво NSPA Касу Янгу (англ. Cass Young), але залишався активним в ультраправій політиці до 1974 року.